# Maximilian Mathis von Treustadt
Maximilian Mathis (ab 1822: Edler von Treustadt) (* 11. November 1808 in Feldkirch; † 9. Juni 1886 in Villach) war ein österreichischer Notar und Politiker.

## Leben
Mathis war der Sohn des Advokaten Martin Mathis (ab 1822: Edler von Treustadt) († 1822) und dessen Ehefrau Maria Katharina geb. Häußler. Er war römisch-katholisch und heiratete am 26. Januar 1845 in erster Ehe Aloisia Perasso (* 7. Januar 1827; † 1873). Aus der Ehe ging eine Tochter hervor, die jung starb. Nach dem Tod der ersten Ehefrau heiratete er am 7. November 1874 in zweiter Ehe Johanna Manners, verw. Clement (* 1835). aus dieser Ehe gingen keine Kinder hervor.
Er studierte Rechtswissenschaft an der Universität Wien und schloss das Studium mit der Promotion zum Dr. jur. ab. Er wurde 1842 Advokat und 1851 auch Notar in Villach. Im Jahr 1867 war er Mitgründer und bis 1886 Kanzleivorstand, von 1874 bis 1886 auch Vorsitzender der
Direktion der Villacher Sparkasse.
Vom 10. Juli 1848 bis zu 7. März 1849 gehörte er dem Reichstag an. Vom 6. April 1861 bis zu seinem Rücktritt am 29. Oktober 1862 war er Abgeordneter im Kärntner Landtag. Er gehörte dem Klub Linkes Zentrum an. Als Nachfolger im Landtag wurde Josef Kassin am 29. November 1862 gewählt und am 3. Januar 1863 angelobt. 